# Troponymie
V lingvistice je troponymie označována jako přítomnost "způsobového" vztahu mezi dvěma lexémy. Jedná se o hyponymický vztah mezi slovesy. Sloveso, které přesněji označuje způsob, jak se něco dělá, tím, že nahrazuje sloveso obecnějšího významu. "Procházet se" je troponymum slovesa "chodit", protože jde o pomalý a uvolněný způsob chůze.
Murphy rozeznává dva typy vztahů mezi slovy, lexikální a sémantické. Zatímco sémantický vztah se týká pouze významu položky, vztah, který je lexikální, předpokládá, že jsou sdíleny i další faktory. Ty mohou zahrnovat morfologické vlastnosti nebo kolokační vzory.
Tento pojem původně navrhli Christiane Fellbaumová a George Miller. jako příklady uvedli: "okusovat znamená jíst určitým způsobem a hltat znamená jíst jiným způsobem. Podobně "traipse" (chodit nebo se pohybovat unaveně či neochotně) nebo "mince" (kráčet krátkými rychlými kroky a afektovaně přesto jemným způsobem) znamená chodit určitým způsobem."
Troponymie je jedním z možných vztahů mezi slovesy v sémantické síti databáze WordNet.